# 胜峰乡
胜峰乡，中华人民共和国湖南省岳阳市华容县下属的一个镇，位于华容县北部。

## 建制沿革
- 1956年，设胜峰乡；
- 1958年，属华一公社；
- 1961年，析置胜峰公社
- 1983年，改置胜峰乡。

## 行政区划
胜峰乡下辖1个工矿区、14个行政村、4个场。
- 毛家巷工矿区
- 金窝村、筲箕村、栗树村、排山村、钢铁村、凤形村、话岗村、龙秀村、十里铺村、清水村、石伏村、跃进村、珠头山村、前丰村
- 水产场、养殖场、茶场、胜峰国营林场